# 629

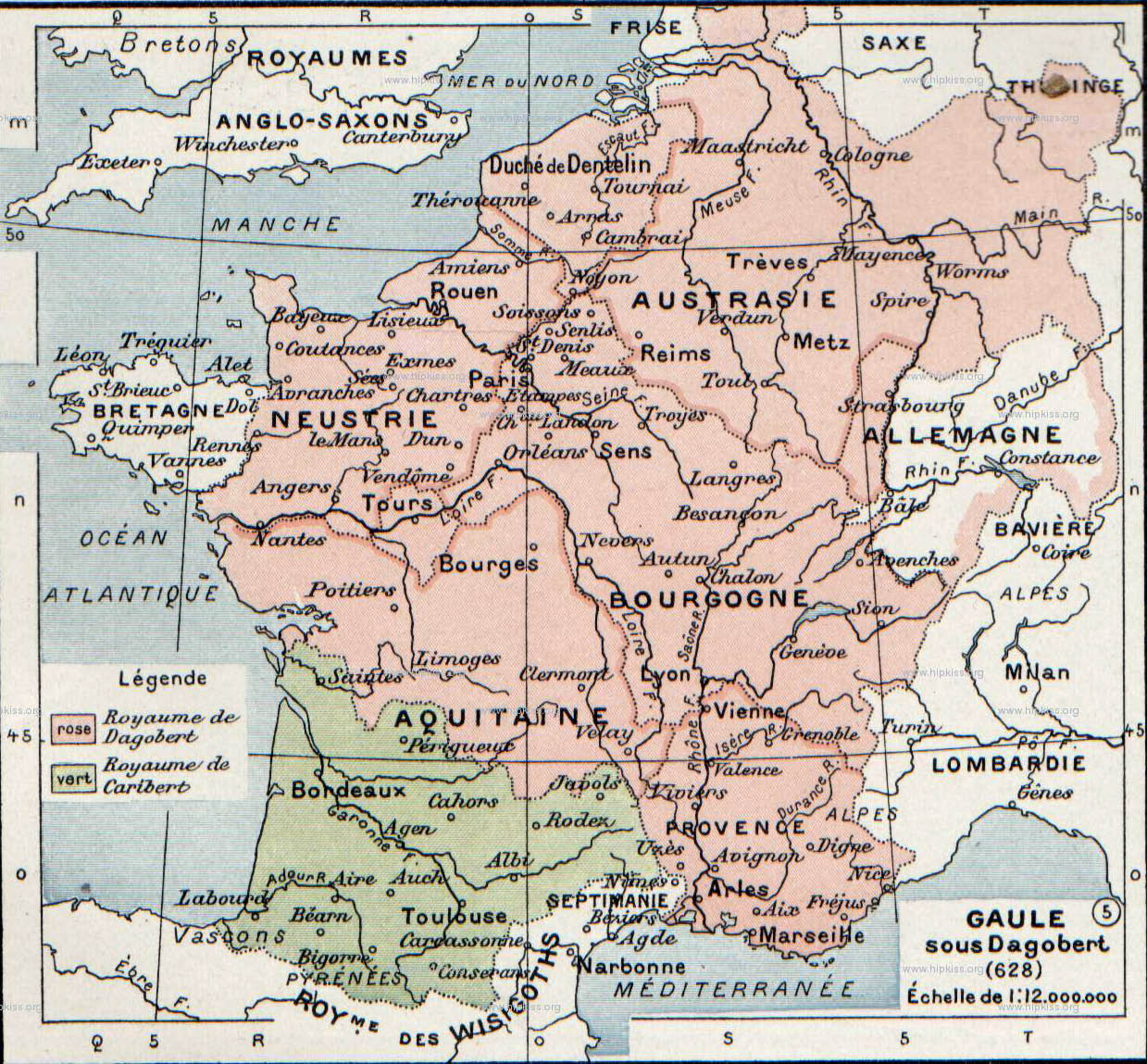
Het Frankische Rijk geregeerd door Dagobert I

Het jaar 629 is het 29e jaar in de 7e eeuw volgens de christelijke jaartelling.

## Gebeurtenissen

### Byzantijnse Rijk
- Zomer - Keizer Herakleios houdt een triomftocht in Constantinopel en voert in een ceremoniële parade het Heilige Kruis mee. Door de Senaat wordt hij geëerd met de titel Basileus (Grieks woord voor soeverein).

### Europa
- Koning Chlotharius II overlijdt na een regeringsperiode van 16 jaar en verdeelt het Frankische Rijk tussen zijn twee zonen: Dagobert I en Charibert II. De laatste krijgt het bestuur over Aquitanië (Zuid-Frankrijk).
- Herfst - Pepijn van Landen verliest zijn positie als hofmeier (maior domus) van Austrasië en wordt door Dagobert I verbannen naar Orléans.

### Perzië
- Boran (dochter van Khusro II) volgt Ardashir III op als heerseres (sjah) van het Perzische Rijk.

### Arabië
- Slag bij Khaybar: Mohammed en zijn volgelingen verslaan bij Khaybar (150 kilometer ten noorden van Medina) de joden die zich in de regio rondom een oase verschanst hebben in versterkte woestijnforten.

### Azië
- Xuanzang, Chinese boeddhistische monnik, begint een pelgrimage naar India. Hij vertrekt vanuit Chang'an en reist door de Gobi woestijn.
- Jomei (629 - 641) volgt zijn groottante Suiko op als de 34e keizer van Japan.

## Religie
- Amandus begint als missionaris de heidense bewoners van Gent (huidige Vlaanderen) te bekeren tot het katholieke geloof.

## Overleden
- Amatus van Remiremont, monnik (waarschijnlijke datum)
- Ardashir III, koning (sjah) van de Sassaniden (Perzië)
- Chlotharius II, koning van de Franken (waarschijnlijke datum)